# Golden League FIAF 1999
La Golden League FIAF 1999 è stato il massimo livello del campionato italiano di football americano disputato nel 1999. È stata organizzata dalla Federazione Italiana American Football.
Al campionato hanno preso parte 13 squadre, suddivise in 2 Conference, che si differenziavano per il fatto che nella American, a differenza che della Italian, erano ammessi i giocatori stranieri.

## Regular season

### American Conference
| Pos. | Squadra           | %V    | G | V | N | P | PF  | PS  |
| ---- | ----------------- | ----- | - | - | - | - | --- | --- |
| 1    | Lions Bergamo     | 1.000 | 8 | 8 | 0 | 0 | 376 | 57  |
| 2    | Giants Bolzano    | .750  | 8 | 6 | 0 | 2 | 220 | 177 |
| 3    | Frogs Legnano     | .500  | 8 | 4 | 0 | 4 | 214 | 199 |
| 4    | Dolphins Ancona   | .375  | 8 | 3 | 0 | 5 | 133 | 193 |
| 5    | Elephants Catania | .250  | 8 | 2 | 0 | 6 | 118 | 244 |
| 6    | Cardinals Palermo | .125  | 8 | 1 | 0 | 7 | 86  | 277 |

### Italian Conference
| Pos. | Squadra            | %V   | G | V | N | P | PF  | PS  |
| ---- | ------------------ | ---- | - | - | - | - | --- | --- |
| 1    | Aquile Ferrara     | .917 | 6 | 5 | 1 | 0 | 144 | 84  |
| 2    | Gladiatori Roma    | .667 | 6 | 4 | 0 | 2 | 113 | 79  |
| 3    | Tigers Torino      | .583 | 6 | 3 | 1 | 2 | 96  | 57  |
| 4    | Condor Grosseto    | .500 | 6 | 3 | 0 | 3 | 97  | 74  |
| 5    | Hogs Reggio Emilia | .500 | 6 | 3 | 0 | 3 | 107 | 84  |
| 6    | Marines Ostia      | .333 | 6 | 2 | 0 | 4 | 90  | 114 |
| 7    | Blacks Torino      | .000 | 6 | 0 | 0 | 6 | 39  | 194 |

## Playoff
|  | Sedicesimi | Sedicesimi      | Sedicesimi      |                 |                | Italian Bowl   | Italian Bowl | Italian Bowl |  |
|  |            |                 |                 |                 |                |                |              |              |  |
|  | 1it        | Aquile Ferrara  | 33              |                 |                |                |              |              |  |
|  | 1it        | Aquile Ferrara  | 33              |                 |                |                |              |              |  |
|  | 4it        | Condor Grosseto | 13              |                 |                |                |              |              |  |
|  | 4it        | Condor Grosseto | 13              |                 | Aquile Ferrara | Aquile Ferrara | 6            |              |  |
|  |            |                 |                 |                 | Aquile Ferrara | Aquile Ferrara | 6            |              |  |
|  |            |                 | Gladiatori Roma | Gladiatori Roma | 17             |                |              |              |  |
|  | 2it        | Gladiatori Roma | Gladiatori Roma | Gladiatori Roma | 17             | 9              |              |              |  |
|  | 2it        | Gladiatori Roma |                 |                 |                |                |              |              |  |
|  | 3it        | Tigers Torino   | 6               |                 |                |                |              |              |  |

| Wild Card |                 |    |
|           |                 |    |
| 4am       | Dolphins Ancona | 26 |
| itb       | Gladiatori Roma | 9  |

|  | Semifinali | Semifinali      | Semifinali     |                |               | XIX Superbowl | XIX Superbowl | XIX Superbowl |  |
|  |            |                 |                |                |               |               |               |               |  |
|  | 1am        | Lions Bergamo   | 48             |                |               |               |               |               |  |
|  | 1am        | Lions Bergamo   | 48             |                |               |               |               |               |  |
|  | wc         | Dolphins Ancona | 7              |                |               |               |               |               |  |
|  | wc         | Dolphins Ancona | 7              |                | Lions Bergamo | Lions Bergamo | 49            |               |  |
|  |            |                 |                |                | Lions Bergamo | Lions Bergamo | 49            |               |  |
|  |            |                 | Giants Bolzano | Giants Bolzano | 14            |               |               |               |  |
|  | 2am        | Giants Bolzano  | Giants Bolzano | Giants Bolzano | 14            | 30            |               |               |  |
|  | 2am        | Giants Bolzano  |                |                |               |               |               |               |  |
|  | 3am        | Frogs Legnano   | 18             |                |               |               |               |               |  |

### XIX Superbowl
Il XIX Superbowl italiano è stato disputato sabato 5 giugno 1999 allo Stadio Europa di Bolzano, e ha visto i Lions Bergamo superare i Giants Bolzano per 49 a 14.
Il titolo di MVP della partita è stato assegnato a Tyrone Rush, runningback dei Lions.

## Verdetti
- Lions Bergamo campioni d'Italia 1999 e qualificati all'Eurobowl 2000.